# اوتو کیتل
اوتو کیتل (به آلمانی: Otto Kittel) (۱۷ فوریه ۱۹۱۷–۱۴ فوریه ۱۹۴۵) نظامی و خلبان تک‌خال آلمانی در دوره رایش سوم بود. او در جبهه شرقی جنگ جهانی دوم ۲۶۷ پیروزی هوایی کسب کرد و از این منظر در رتبه چهارم برترین خلبانان جنگنده در تاریخ است.

## زندگی
اوتو کیتل روز ۱۷ فوریه سال ۱۹۱۷ در کرونسدورف در زودتنلانت زاده شد. پاییز سال ۱۹۴۱ به عنوان خلبان درجه‌دار به گروه ۱ جناح ۵۴ شکاری لوفت‌وافه پیوست. کیتل رزم هوایی را زیر نظر هانس تراوتلاوفت، فرمانده جناح و چند تک‌خال برتر دیگر در این یگان تجربه کرد اما در ابتدا عملکرد خوبی نداشت. به هر صورت توانایی او رفته‌رفته بهبود قابل‌توجهی یافت و در نهایت ماه اکتبر سال ۱۹۴۳ مفتخر به دریافت نشان عالی صلیب شوالیه صلیب آهنین شد. کیتل ماه آوریل سال ۱۹۴۴ به فرماندهی اسکادران ۲ جناح ۵۴ شکاری منصوب شد و موفقیت‌های زیادی به دست آورد. در یک مورد هواگرد ستوان دوم کیتل سرنگون شد و خود او به اسارت درآمد. به هر صورت توانست از بند بگریزد و پس از دو هفته به خط خودی بازگردد. مدتی بعد به درجه ستوان یکم ترفیع گرفت و برگ‌های بلوط و شمشیرهای صلیب شوالیه شخصاً توسط آدولف هیتلر به او اعطا گردید. با این همه کیتل هیچگاه شخصیت پرسروصدایی نداشت.
اسکادران کیتل از اواخر سال ۱۹۴۴ درون منطقه تحت محاصره کورلاند در غرب لاتویا بود. روز ۱۴ فوریه سال ۱۹۴۵ در ۵۸۳مین مأموریت رزمی خود به آرایشی از هواگردهای ایل-۲ در ارتفاع پایین حمله برد. در جریان این درگیری هواگرد او، احتمالاً با آتش ضدهوایی ارتش سرخ، سرنگون شد. ستوان یکم اوتو کیتل هنگام مرگ ۲۶۷ پیروزی هوایی در کارنامه خود داشت که او را از این منظر در رتبه چهارم برترین خلبانان جنگنده در تاریخ قرار می‌دهد.